# Blastemanthus
Blastemanthus es un género de plantas fanerógamas que pertenecen a la familia Ochnaceae.  Comprende 6 especies descritas y de estas, solo 2 aceptadas.

## Taxonomía
El género fue descrito por Jules Emile Planchon y publicado en London Journal of Botany 5: 644. 1846.  La especie tipo es: Blastemanthus gemmiflorus (Mart.) Planch.

## Especies aceptadas
A continuación se brinda un listado de las especies del género Blastemanthus  aceptadas hasta mayo de 2014, ordenadas alfabéticamente. Para cada una se indica el nombre binomial seguido del autor, abreviado según las convenciones y usos: 
- Blastemanthus gemmiflorus (Mart.) Planch.
- Blastemanthus grandiflorus Spruce ex Engl.